# Pseudoeurycea lynchi
Pseudoeurycea lynchi är en groddjursart som beskrevs av Parra-Olea, Papenfuss och David Burton Wake 200. Pseudoeurycea lynchi ingår i släktet Pseudoeurycea och familjen lunglösa salamandrar. IUCN kategoriserar arten globalt som akut hotad. Inga underarter finns listade i Catalogue of Life.